# Błażej Janiaczyk
Błażej Janiaczyk (Toruń, 27 de gener de 1983) és un ciclista polonès, professional des del 2005 fins al 2016.

## Palmarès
- 2000
  - 1r a la Copa del President de la Vila de Grudziadz
  - 1r a la Tour a la regió de Łódź
- 2001
  - 1r a la Tour a la regió de Łódź
- 2004
  - 1r a la Roue tourangelle
  - 1r a la Copa de la Pau
- 2013
  - 1r a la Korona Kocich Gór
- 2014
  - 1r al Memorial Józef Grundmann i Jerzy Wizowski